# The World's Desire
The World's Desire is een compositie van de Brit Kenneth Leighton. Het werk voor koor en kerkorgel is geschreven in 1984 en wordt gespeeld in aansluiting op de mis van Driekoningen (Epifanie).
Leighton was zelf geen diepgelovig man en kreeg van de British Broadcasting Corporation de opdracht een werk te schrijven waarin de westerse en oosterse liturgie samen gingen. Leighton kwam met een tweedelig werk, dat gebaseerd is op Mattheus, Reginald Heber (bisschop), Richard Cranshaw, G.K. Chesterton en de Russisch-orthodoxe liturgie. Het leverde een werk op dat in twee delen uiteen valt, binnen die delen zijn dan nog secties te herkennen. Het slot van beide delen is op eenzelfde leest geschoeid. De muziek is voor 1984 conservatief van klank; slechts een enkele dissonant luistert het werk op, voor het overige is het gewoon kerkmuziek. De BBC Northern Singers gaven de première in Mirfield, West Yorkshire.

## Delen
1. Deel I
  1. Now when Jesus was born in Bethlehem
  2. Bright babe, whose awful beauties make
2. Deel II
  1. The Christ-child lay on Mary’s lap
  2. Behold, I send my messenger
  3. Today the grave of the spirit.

## Bezetting
- sopraan (solo in Christ-child), tenor (Now when en Behold), bas (Now when en Behold);
- koor van sopranen, alten, tenoren, bassen;
- orgel

## Discografie
- uitgave Hyperion: Wells Cathedral Choir o.l.v. Matthew Owens (bron)